# 维尼奥里
维尼奥里（法語：Vignory，法語發音：[viɲɔʁi]）是法国上马恩省的一个市镇，属于肖蒙区。

## 地理
维尼奥里（48°16'41"N, 5°6'11"E）面积19.46 平方千米，位于法国大東部大區上马恩省，该省份为法国东北部内陆省份，北起马恩省和默兹省，西接奥布省，西南接科多尔省，东南接上索恩省，东临孚日省。
与维尼奥里接壤的市镇（或旧市镇、城区）包括：瑟里西耶尔、弗龙克勒、拉热讷夫鲁瓦、马尔贝维尔、米尔贝勒、马恩河畔松库尔、武埃库尔。

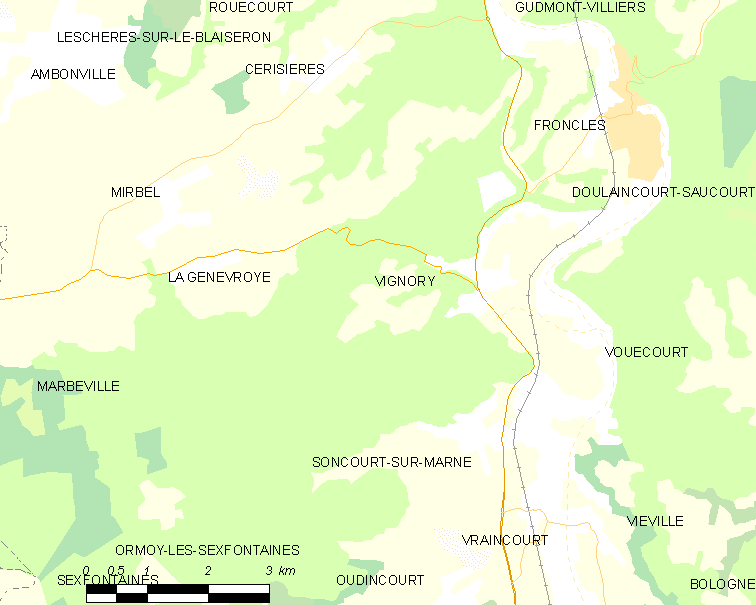
维尼奥里的OSM定位图

维尼奥里的时区为UTC+01:00、UTC+02:00（夏令时）。

## 行政
维尼奥里的邮政编码为52320，INSEE市镇编码为52524。

## 政治
维尼奥里所属的省级选区为博洛涅县。

## 人口

1962-2008年间维尼奥里人口变化图示

维尼奥里于2022年1月1日时的人口数量为219人。